# Symbrenthia niphanda
Symbrenthia niphanda is een vlinder uit de familie Nymphalidae. De wetenschappelijke naam van de soort is voor het eerst geldig gepubliceerd in 1872 door Frederic Moore.